# Zabłocie (rejon brzeski)
Zabłocie (biał. Ваўкі; ros. Заболотье) – wieś na Białorusi, w obwodzie brzeskim, w rejonie brzeskim, w sielsowiecie Muchawiec.
W dwudziestoleciu międzywojennym leżało w Polsce, w województwie poleskim, w powiecie brzeskim, w gminie Kamienica Żyrowiecka. Po II wojnie światowej w granicach Związku Sowieckiego. Od 1991 w niepodległej Białorusi.